# J.D.B.诉北卡罗来纳州案
J.D.B.诉北卡罗来纳州案（英語：J. D. B. v. North Carolina，《美国判例汇编》第564卷第261页（2011年）），美国最高法院认为，在以米兰达警告为前提确定警察拘留时，年龄和精神状况是必要的，推翻了七年前的先前裁决。J.D.B.（化名）是一名就读于特殊教育课程的13岁学生，警方怀疑他犯了两起抢劫案。一名警察调查员到学校探望了J.D.B.，在那里他受到了调查员、一名穿制服的警官和学校官员的审问。J.D.B.随后对自己的罪行供认不讳，并被定罪。J.D.B.在审讯中没有得到米兰达的警告，也没有机会联系他的法定监护人。
在审判过程中，由于J.D.B.以没有受到米兰达警告而试图推翻他之前的陈述，但被以没有被警方拘留为由被拒绝。此后J.D.B.上诉。
北卡罗来纳州最高法院认为，最高法院在亚伯勒诉阿尔瓦拉多案中的裁决禁止他们根据他的年龄来确定他是否被拘留。法院裁定一个正常的成年人可以自由离开，因此J.D.B.没有被拘留。由此，法院维持了初审法院的裁决。J.D.B.上诉，美国最高法院批准了调卷令。
美国最高法院认为，一个人的年龄和精神状态可以参与他在警察互动中所面临的心理效应。这与1970年肯塔基州最高法院Allee诉Commonwealth案的推论几乎完全一致，此案认为，个人的年龄和精神状态与判断其陈述是否是非自愿的有关。基于这些理由，美国最高法院推翻了北卡罗来纳州最高法院的判决，并发回重审，以便进一步审理。北卡罗莱纳州最高法院随后裁定J.D.B.已被羁押，并将其发回进一步的诉讼。